# Krężelin
Krężelin (niem. do 1945 r. Krummkavel) – wieś w Polsce, położona w województwie zachodniopomorskim, w powiecie myśliborskim, w gminie Dębno. 
W latach 1975–1998 wieś administracyjnie należała do woj. gorzowskiego.
W 2012 r. miejscowość liczyła 14 mieszkańców.
Folwark Krummkavel należał do 1819 r. do majątku Dyszno, następnie samodzielny. Od 1945 r. leży w granicach Polski. Zachował się dwór prawdopodobnie z 1 poł. XIX w. (obecnie budynek mieszkalny) i park założony w 2 poł. XIX w., ze znacznie zredukowanym starodrzewiem.

## Nazwa
Dawna niemiecka nazwa jest złożeniem od krumm "krzywy" i dolnoniemieckiego kavel "pieczara, kawałek pola".
Nazwa na przestrzeni wieków: Krümkavel 1821; Krummekafel 1822; Krumm Kavel 1833; Krummkavel do 1945 r..

## Położenie
Wieś położona jest 12 km na płd.-zach. od Myśliborza.
Zgodnie z podziałem fizycznogeograficznym Polski Kondrackiego teren na którym położony jest Krężelin należy do prowincji Niżu Środkowoeuropejskiego, podprowincji Pojezierza Południowobałtyckiego, makroregionu Pojezierze Południowopomorskie oraz w końcowej klasyfikacji do mezoregionu Równina Gorzowska.

## Integralne części wsi
| SIMC    | Nazwa   | Rodzaj  |
| ------- | ------- | ------- |
| 0179938 | Radzicz | kolonia |

## Środowisko przyrodnicze
Obszar równiny jest prawie całkowicie użytkowany rolniczo. Na terenach podmokłych występują wierzby, jesiony i olchy. W bezodpływowych zagłębieniach wśród borów wykształcają się torfowiska, gdzie na uwagę zasługują rosiczka okrągłolistna, wełnianka wąskolistna i żurawina błotna. Występują tu m.in. kumak nizinny, ropuchy, żaby, traszka zwyczajna, jaszczurka żyworodna i zaskroniec zwyczajny, z ptaków - kaczki, żuraw, perkozy, bąk, trzcinniczek, derkacz, potrzosy, trznadle. Okoliczne lasy porastają głównie lasy iglaste - sosny, świerki, modrzewie, z domieszką drzew liściastych - dębu, brzozy, osiki, buku. Wśród zwierzyny odnotowuje się sarny, jelenie, dziki, wiewiórki, kuny leśne, można spotkać borsuka i sporą populację zająca; wśród ptaków - sowy, pustułki, łabędzie, kuropatwy, bażanty.

## Historia
Do 1819 r. folwark Krummkavel należał w majątku Dyszno, w 1820 r. został wydzielony, aczkolwiek nadal należał do gminy Dyszno. W 1914 r. posiadłość ziemska obejmowała 670 ha, w 1929 r. - 562 ha; w tych latach właścicielem był Heinrich Krull.

## Ludność
Ludność w ostatnich 3 stuleciach:

## Gospodarka
Według danych z 20 kwietnia 2007 r. w Krężelinie funkcjonują 13 gospodarstwa rolne o łącznej pow. 365 ha (grunty orne, sady, łąki, pastwiska), nastawionych na produkcje rolną (żyto, pszenżyto, owies, jęczmień), jedno na hodowlę trzody chlewnej, jedno na pszczelarstwo. Grunty orne zaliczane są głównie do klasy IVa (71 ha), IVb (92 ha), V (80 ha).
Struktura gospodarstw indywidualnych:
| Użytki rolne | Pow. w ha |
| ------------ | --------- |
| Orne         | 316       |
| Zielone      | 42        |
| Nieużytki    | 11        |
| Lasy         | 0,81      |

We wsi notuje się wysoką stopę bezrobocia, mieszkańcy migrują za granicę oraz zatrudniają się przy pracach sezonowych, m.in. w szkółkach leśnych, na wyplatanie wianków, zbieractwo owoców leśnych.
Powierzchnia gospodarstw:
| Pow. w ha | Ilość |
| --------- | ----- |
| 1-5       | 6     |
| 5-10      | 1     |
| 10-20     | 2     |
| 20-50     | 1     |
| 50-100    | 1     |
| >100      | 3     |

## Organizacje i instytucje
- Sołectwo Krężelin - ogół mieszkańców wsi Krężelin i Radzicz stanowi Samorząd Mieszkańców Sołectwa.
- Wszelkie instytucje znajdują się w Dębnie.

## Edukacja
Dzieci i młodzież uczęszczają do szkoły podstawowej w Różańsku. Gimnazjaliści dowożeni są do Smolnicy.

## Atrakcje turystyczne
- Dwór – pochodzi prawdopodobnie z 1 poł. XIX w.; murowany z cegły i otynkowany, postawiony kalenicowo na płd. granicy dziedzińca folwarcznego, otoczony drzewami liściastymi i dwoma stawami. Budynek parterowy, na wysokim podpiwniczeniu, przykryty stromym dachem dwuspadowym z naczółkami. Fasada (elewacja płn.) 7-osiowa, z centralnym wejściem podkreślonym pseudoryzalitem. Elewacja ogrodowa (płd.) 9-osiowa, także z wejściem centralny w pseudoryzalicie. Zachowana stolarka okienna i wiele elementów wyposażenia wnętrza. Obecnie spełnia funkcje mieszkalne[15].
- Park - założony w 2 poł. XIX w. po płd. stronie dziedzińca folwarcznego, jako ogród użytkowo – ozdobny, składa się z 7 kwater o kształcie regularnych prostokątów poprzedzielanych drogami. Przy dworze utworzono gazon z luźnym nasadzeniem drzew liściastych oraz postawiono ceglany mur odgradzający ogród od drogi. Na terenie założenia znajdowały się dwa niewielkie stawy. Obszar ogrodów na wschodzie, południu oraz zachodzie oddzielono żywopłotem z głogu od terenów polnych. Na pocz. XX w. założenie przekształcono na park krajobrazowy i przyłączono tereny pomiędzy kwaterami ogrodowymi a droga brukową prowadząca do Dyszna oraz staw przy południowej granicy założenia. Kompozycja parku oraz granice są czytelne i zachowane. Układ wnętrz pakowych oraz komunikacyjny częściowo zatarty przez rozrastające się grupy samosiewów. Czytelny dziedziniec oraz zadrzewiony gazon przed pałacem. Po stronie wschodniej dziedzińca zachowała się szeroka aleja lipowa oraz fragment ceglanego muru ogrodzeniowego. Wschodnia granice parku wyznacza bardzo dobrze utrzymana stara aleja klonowa, a na pozostałych obrzeżach parku przerośnięty żywopłot z głogu. Starodrzew został w części zredukowany[15].
- Przez Krężelin przebiegają szlaki turystyczne:  „Rezerwatów i pomników przyrody”